# Kanton–Sencsen–Hongkong nagysebességű vasútvonal

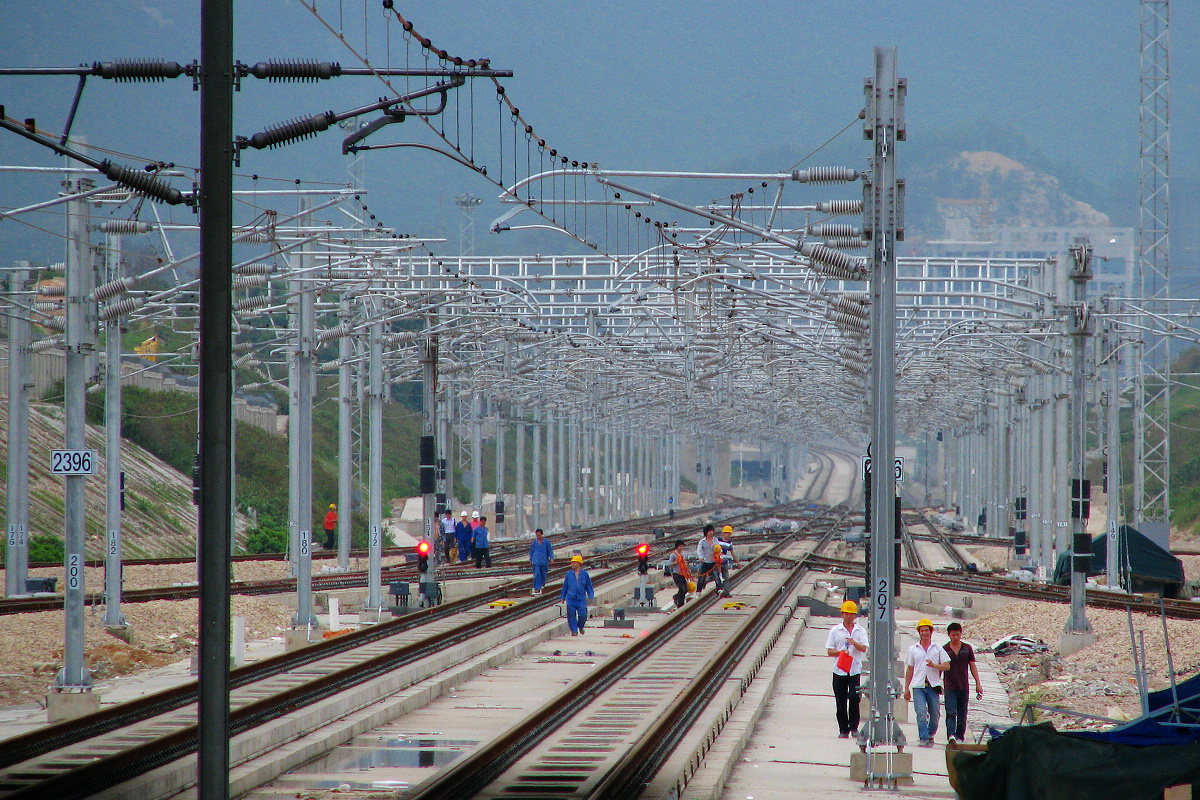
A vonal építése

A  Kanton–Sencsen–Hongkong nagysebességű vasútvonal (angolul: Guangzhou-Shenzhen-Hong Kong Express Rail Link, kínaiul 廣深港高速鐵路) egy 25 kV 50 Hz-cel villamosított, kétvágányú nagysebességű vasútvonal Kínában.
A vasútvonal Kantont köti össze Hongkonggal Kuangtung és Sencsen érintésével. A teljes hossz 142 kilométer, a tervezett utazási idő Kanton és Hongkong között 48 perc. A vonalnak 2 végállomása és négy állomása van. A vonatok a hongkongi West Kowloon és a kantoni Déli pályaudvar között közlekednek.
Az építési költséget Kínában Guangdong tartomány önkormányzata és a vasúti minisztérium (Kínai államvasutak) állta, a többi részt pedig Hongkong kormánya.

## Problémák
A beruházás teljes életútját a hatalmasra duzzadt költségek  mellett számos emberi és műszaki hiányosság, mulasztás is beárnyékolja, beleértve a kéregvezetésű pályaszakasz  és a kowlooni állomásépület  többszöri beázását. Az átadót követően derült fény arra is, hogy a hongkongi végállomás 8. vágányánál található peron a járművek szerkesztési szelvényébe ér, így bizonyos típusú járművek képtelenek teljesen kinyitni a kifelé nyíló ajtajaikat.
További problémát jelent a vártnál alacsonyabb utasszám is, hiszen a hongkongi határőrség adatai szerint  a korábban beharangozott napi 80000 főnyi utast  még az ünnepi csúcsidőszakok (karácsony, új év) alatt is csupán minimálisan sikerült meghaladni. Az utazóközönség elcsábításának érdekében így az MTR és a Kínai Állami Vasúttársaság további, kedvezőbb utazási feltételek megalkotásán dolgozik, például a bizonyos járatokra szóló helyjegyváltási kötelezettség eltörlésén vagy a járat lekésésének esetére előírt szigorú pótdíjazási, visszatérítési szabályok enyhítésén.

## Érdekességek
A vasútvonalon található Kína leghosszabb vasúti alagútja, a Sicejang-alagút.